# Kecamatan Amfoang Utara
Kecamatan Amfoang Utara är ett distrikt i Indonesien.   Det ligger i provinsen Nusa Tenggara Timur, i den sydöstra delen av landet, 1 900 km öster om huvudstaden Jakarta.